# Everyday Life (àlbum)
Everyday Life és el vuitè àlbum d'estudi de la banda anglesa de rock alternatiu Coldplay que es va publicar el 22 de novembre de 2019 per Parlophone i Atlantic Records. Es tracta d'un àlbum doble on la primera meitat es titula Sunrise i la segona Sunset.
El llançament va coincidir amb l'esdeveniment Everyday Life – Live in Jordan, un concert realitzat a la ciutadella d'Amman (Jordània) en el qual van interpretar les cançons de l'àlbum i la primera meitat de cada una de les parts de l'àlbum es van emetre via reproducció en línia. La primera part de l'àlbum la van interpretar a l'alba (sunrise en anglès) i la segona part a la tarda (sunset en anglès).
D'aquest treball se'n van extreure quatre quatre senzills a finals de 2019 i principis de 2020. Fou nominat a diversos premis, entre els quals destaca la nominació a millor àlbum de l'any als Premis Grammy (2021).

## Producció
Diverses cançons d'aquest treball són força antigues, ja van començar a treballar-hi després de publicar Mylo Xyloto (2009). Aquestes cançons es van enregistrar però no es van incloure en cap dels treballs posteriors perquè no s'hi adequaven en la temàtica o l'estil. La producció de l'àlbum va ser diferent dels anteriors perquè els membres de la banda continuaven vivint al Regne Unit a excepció del cantant, Chris Martin, que residia als Estats Units. Per aquest motiu, volien fer un viatge junts per acabar d'inspirar-se en sons globals de tot el món, i per això, el productor Dan Green va crear un estudi de gravació mòbil que podien instal·lar en diversos ubicacions internacionals. Algunes d'aquestes ubicacions van ser Villa Tombolino (Itàlia), Woodshed studios (Los Angeles), The Bakery i Beehive (Londres), o Johannesburg. Aquests viatges es van reflectir en la mescla d'influències musicals.
Aquest àlbum va representar un canvi en l'estil musical respecte els àlbums anteriors, principalment en quan a l'experimentació musical i en les lletres. Malgrat parlar de positivitat, igualitat, unitat, esperança i la importància de les emocions, també es parlar de racisme, brutalitat policial, control d'armes i referències a conflictes bèl·lics i terrorisme. Per exemple, les cançons «Trouble in Town», «Arabesque» i «Guns» són les primeres de la banda que inclouen paraulotes.

## Promoció
En diverses ciutats de tot el món van aparèixer pòsters en blanc i negre sobre el nou àlbum de Coldplay el 13 d'octubre de 2019. Uns dies després van anunciar la llista de cançons d'aquest treball com a anuncis publicitaris en diaris d'arreu del món, i també les lletres d'alguna cançó. Aquests anuncis es van fer seguint el disseny de l'àlbum creat per l'artista argentina Pilar Zeta, que ja havia treballat amb Coldplay anteriorment amb l'àlbum d'estudi A Head Full of Dreams.
En una roda de premsa realitzada l'1 de novembre de 2019, la banda va anunciar la presentació de l'àlbum mitjançant dos concerts realitzats a la ciutadella d'Amman (Jordània) el 22 de novembre, data de publicació de l'àlbum. El primer concert el van realitzar a l'albada, les 4:00 GMT, per interpretar la primera part de l'àlbum (coincidint amb el seu nom en anglès Sunrise), i el segon concert el van realitzar a la tarda, 14:00 GMT, per interpretar la segona part (coincidint amb el seu nom en anglès Sunset). Aquests esdeveniments es van retransmetre via livestream per YouTube perquè no hi havia públic. Aquesta fou la primera vegada que Coldplay va actuar a Jordània.
La banda va anunciar que no realitzaria cap gira mundial per promocionar el treball perquè estaven preocupats per l'impacte ambiental que suposaven els seus espectacles. Després de dos anys elaborant un pla de sostenibilitat per realitzar una gira internacional, Coldplay va iniciar la gira Spheres World Tour el març de 2022 per realitzar la promoció del següent treball d'estudi Music of the Spheres però incorporant cançons de l'àlbum Everyday Life.
D'aquest treball se'n van extreure dos senzills que es van publicar junts el 24 d'octubre de 2019, «Orphans» i «Arabesque». De la primera també en van publicar un videoclip l'endemà, però de la segona no en van realitzar cap. Posteriorment es van publicar altres cançons en forma de senzills promocionals. El 3 de novembre de 2019 van publicar la cançó homònima, «Everyday Life», amb el seu videoclip corresponent, i pocs dies després també van aparèixer els videoclips de «Champion of the World», «Cry Cry Cry» i «Trouble in Town». El videoclip de «Cry Cry Cry» fou dirigit per l'actriu Dakota Johnson, xicota de Chris Martin.

## Recepció
Everyday Life va debutar al capdamunt de la llista britànica d'àlbums, esdevenint el vuitè àlbum consecutiu de Coldplay que aconseguia aquesta fita. En la llista estatunidenca es va estrenar en el setè lloc. Es van vendre aproximadament 750.000 còpies físiques de l'àlbum arreu del món l'any 2019, esdevenint l'onzè enregistrament més venut a tot el món.
Fou nominat en dues categories dels premis Grammy al millor àlbum de l'any i al millor millor disseny d'embalatge, però fou superat per Folklore de Taylor Swift i Vols. 11 & 12 de The Desert Sessions respectivament.

## Llista de cançons
Totes les cançons foren escrites i compostes per Guy Berryman, Jonny Buckland, Will Champion i Chris Martin, excepte les indicades. 
| 1. | «Sunrise»              | Coldplay · Davide Rossi                                                                        | 2:31 |
| 2. | «Church»               | Coldplay · Amjad Sabri · Rossi · Mikkel Eriksen · Tor Hermansen · Jacob Collier · Norah Shaqur | 3:50 |
| 3. | «Trouble in Town»      |                                                                                                | 4:38 |
| 4. | «Broken»               |                                                                                                | 2:30 |
| 5. | «Daddy»                |                                                                                                | 4:58 |
| 6. | «WOTW / POTP»          |                                                                                                | 1:16 |
| 7. | «Arabesque»            | Coldplay · Drew Goddard · Femi Kuti · Paul Van Haver                                           | 5:40 |
| 8. | «When I Need a Friend» |                                                                                                | 2:35 |

| 1.            | «Guns»                  |                                                            | 1:55  |
| 2.            | «Orphans»               | Coldplay · Moses Martin                                    | 3:17  |
| 3.            | «Èkó»                   |                                                            | 2:37  |
| 4.            | «Cry Cry Cry»           | Coldplay · Jacob Collier · Bertrand Berns · Jerry Ragovoy  | 2:47  |
| 5.            | «Old Friends»           |                                                            | 2:26  |
| 6.            | «بنی آدم»               | Coldplay · Alice Coltrane · Harcourt Whyte · Saadi Shirazi | 3:14  |
| 7.            | «Champion of the World» | Coldplay · Andy Monaghan · Scott Hutchison · Simon Liddell | 4:17  |
| 8.            | «Everyday Life»         |                                                            | 4:18  |
| Durada total: | Durada total:           | Durada total:                                              | 53:36 |

| 1.            | «Flags»       |               | 3:36  |
| Durada total: | Durada total: | Durada total: | 57:12 |

## Posicions en llista
| Llista       | Posició | Certificació | Vendes  |
| ------------ | ------- | ------------ | ------- |
| Alemanya     | 4       |              |         |
| Austràlia    | 1       |              |         |
| Canadà       | 3       |              |         |
| Espanya      | 3       | 1x Or        | 20.000  |
| Estats Units | 7       |              | 200.000 |
| França       | 1       | 1x Platí     | 100.000 |
| Itàlia       | 3       | 1x Platí     | 50.000  |
| Japó         | 10      |              |         |
| Regne Unit   | 1       | 1x Or        | 250.000 |
| Mundial      |         |              | 740.000 |

## Crèdits
| Coldplay - Guy Berryman – baix, percussió - Will Champion – bateria, percussió, teclats, veus addicionals, guitarra - Jonny Buckland – guitarra, teclats - Chris Martin – cantant, guitarra, piano, teclats Vocalistes addicionals - Aluna – coral - Garine Antreassian – coral - Jocelyn 'Jozzy' Donald – coral - Nadeen Fanous – coral - Marwa Kreitem – coral - Apple Martin – coral - Moses Martin – coral - Bashar Murad – coral - Ben Oerlemans – coral - Bill Rahko – coral - Norah Shaqur – coral - Stromae – cantant Músics addicionals - Omorinmade Anikulapo-Kuti – saxòfon alt (cançó 7) - Babatunde Ankra – trombó (cançó 7) - Drew Goddard – guitarra - Dan Green – teclats - Samir Joubran – ud - Wissam Joubran – ud - Adnan Joubran – ud - Femi Kuti – trompa - Made Kuti - Ayoola Magbagbeola – saxòfon tenor - Max Martin – teclats - Gbenga Ogundeji – trompeta - Bill Rahko – teclats - Davide Rossi – instruments de corda - Rik Simpson – teclats | - Dan Green – producció (cançons 7, 10), programació - Emily Lazar – masterització - Max Martin – producció, programació - Bill Rahko – producció (cançons 7, 10), programació - Rik Simpson – producció (cançons 7, 10), programació - Spike Stent – Mescla d'àudio Assistència - Erwan Abbas – assistència d'enginyeria - Chris Allgood – assistència de masterització - Lionel Capouillez – assistència d'enginyeria - Michael Freeman – assistència de mescles - Matt Glasbey – assistant assistència d'enginyeria - Pierre Houle – assistència d'enginyeria - Adnan Joubran – assistència d'enginyeria - Matt Latham – assistència d'enginyeria - Baptiste Leroy – assistència d'enginyeria - Bastien Lozier – assistència d'enginyeria - Issam Murad – assistència d'enginyeria - Lance Robinson – assistència d'enginyeria - Davide Rossi – assistència d'enginyeria - Anthony De Souza – assistència d'enginyeria - Federico Vindver – assistència d'enginyeria - Matt Wolach – assistència de mescles Artwork i disseny - Pilar Zeta – disseny, direcció artística |